# Wydział Techniki Morskiej i Transportu Zachodniopomorskiego Uniwersytetu Technologicznego w Szczecinie
Wydział Techniki Morskiej i Transportu ZUT – jeden z jedenastu wydziałów Zachodniopomorskiego Uniwersytetu Technologicznego w Szczecinie.
Choć sam Wydział Techniki Morskiej powstał w 1991 roku, początki jego rozwoju sięgają roku 1960. Pierwsi studenci budowy okrętów rozpoczęli studia na najstarszej szkole wyższej Szczecina – Politechnice Szczecińskiej na ówczesnym Wydziale Budowy Maszyn. W roku 1970 doszło do powołania Instytutu Okrętowego, w ślad za czym Wydział Budowy Maszyn zmienił nazwę na Wydział Budowy Maszyn i Okrętów. W 1983 r. Instytut Okrętowy oddzielił się od ww. Wydziału i rozpoczął samodzielne funkcjonowanie na prawach Wydziału.
W 1999 roku z Wydziału Techniki Morskiej odłączono Instytut Informatyki, który ostatecznie przekształcił się w Wydział Informatyki Politechniki Szczecińskiej. W roku 2011 Wydział zmienił nazwę na aktualnie obowiązującą, czyli Wydział Techniki Morskiej i Transportu. Budynek Wydziału Techniki Morskiej i Transportu znajduje się w Szczecinie przy al. Piastów 41.

## Kierunki kształcenia
Dostępne kierunki:
- Chłodnictwo i Klimatyzacja (studia I i II stopnia)
- Logistyka (studia I i II stopnia)
- Oceanotechnika (studia I i II stopnia)
- Transport (studia I i II stopnia)

## Władze Wydziału
W kadencji 2020–2024:
| Stanowisko                               | Imię i nazwisko                        |
| ---------------------------------------- | -------------------------------------- |
| Dziekan                                  | dr hab. inż. Maciej Taczała            |
| Prodziekan ds. studenckich i kształcenia | dr hab. inż. Ludmiła Filina-Dawidowicz |
| Prodziekan ds. studenckich i kształcenia | dr Jolanta Sułek                       |
| Prodziekan ds. organizacyjnych           | dr inż. Wojciech Tuchowski             |

## Struktura organizacyjna
| Jednostka                                      | Kierownik                             |
| ---------------------------------------------- | ------------------------------------- |
| Katedra Inżynierii Bezpieczeństwa i Energetyki | dr hab. inż. Wojciech Zeńczak         |
| Katedra Klimatyzacji i Transportu Chłodniczego | dr hab. inż. Piotr Nikończuk          |
| Katedra Logistyki i Ekonomiki Transportu       | dr hab. inż. Włodzimierz Rosochacki   |
| Katedra Mechaniki Konstrukcji                  | prof. dr hab. inż. Ryszard Buczkowski |
| Laboratorium Badań Cech Pożarowych Materiałów  | dr inż. Renata Dobrzyńska             |